# (19247) 1994 LO1
(19247) 1994 LO1 est un objet de la ceinture principale d'astéroïdes intérieure découvert en 1994.

## Description
(19247) 1994 LO1 a été découvert le 2 juin 1994 à l'observatoire de Kitt Peak, situé dans l'Arizona (États-Unis), par le projet Spacewatch de l’université de l'Arizona.

### Caractéristiques orbitales
L'orbite de cet astéroïde est caractérisée par un demi-grand axe de 1,87 UA, un périhélie de 1,75 UA, une excentricité de 0,06 et une inclinaison de 27,42° par rapport à l'écliptique. Du fait de ces caractéristiques, à savoir un demi-grand axe inférieur à 2 UA et un périhélie supérieur à 1,666 UA, il est classé, selon la JPL Small-Body Database, objet de la ceinture principale d'astéroïdes intérieure.

### Caractéristiques physiques
(19247) 1994 LO1 a une magnitude absolue (H) de 14,8 et un albédo estimé à 0,341.